# Sunrise Senior Living

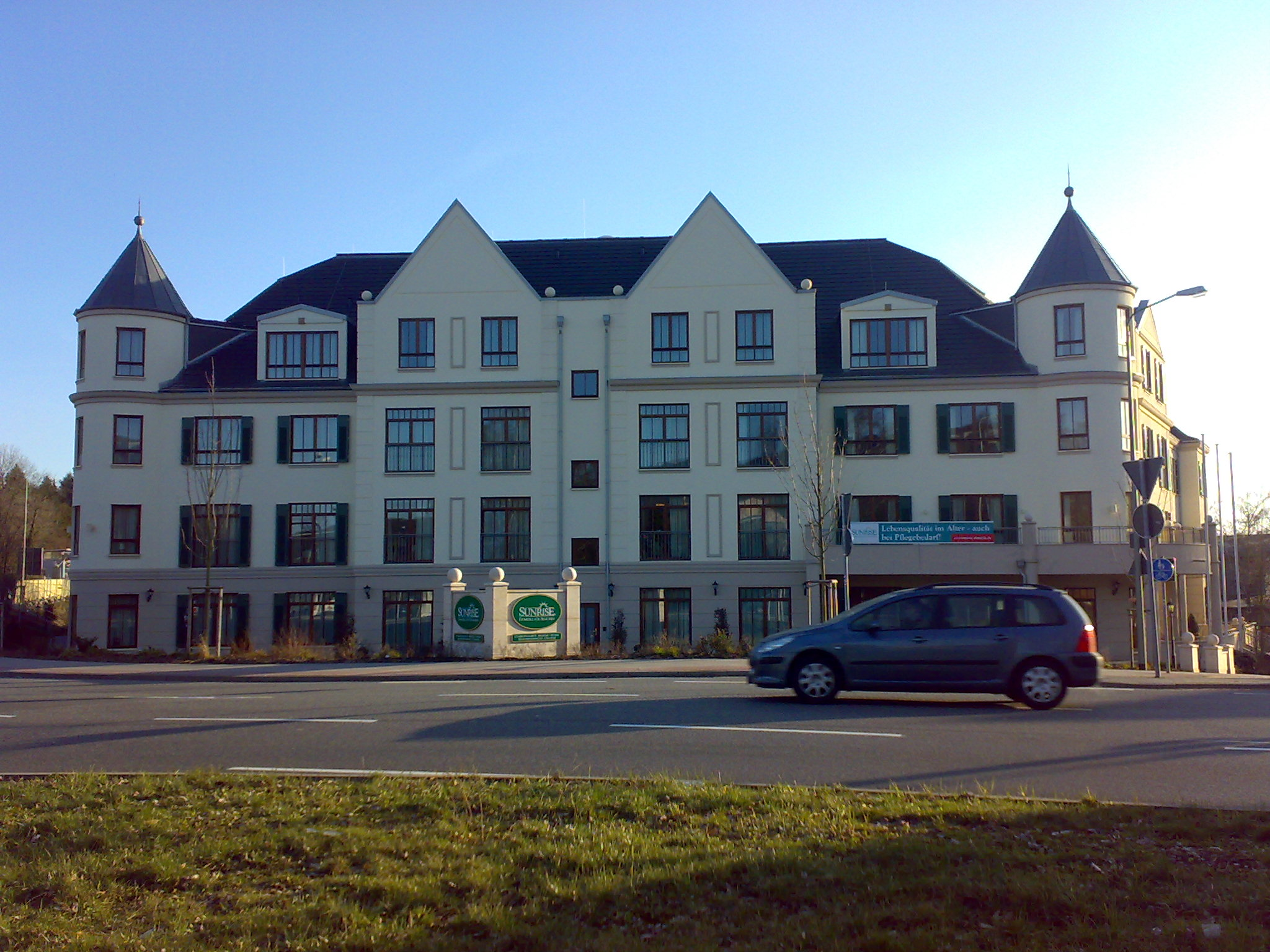
Sunrise in Königstein im Taunus

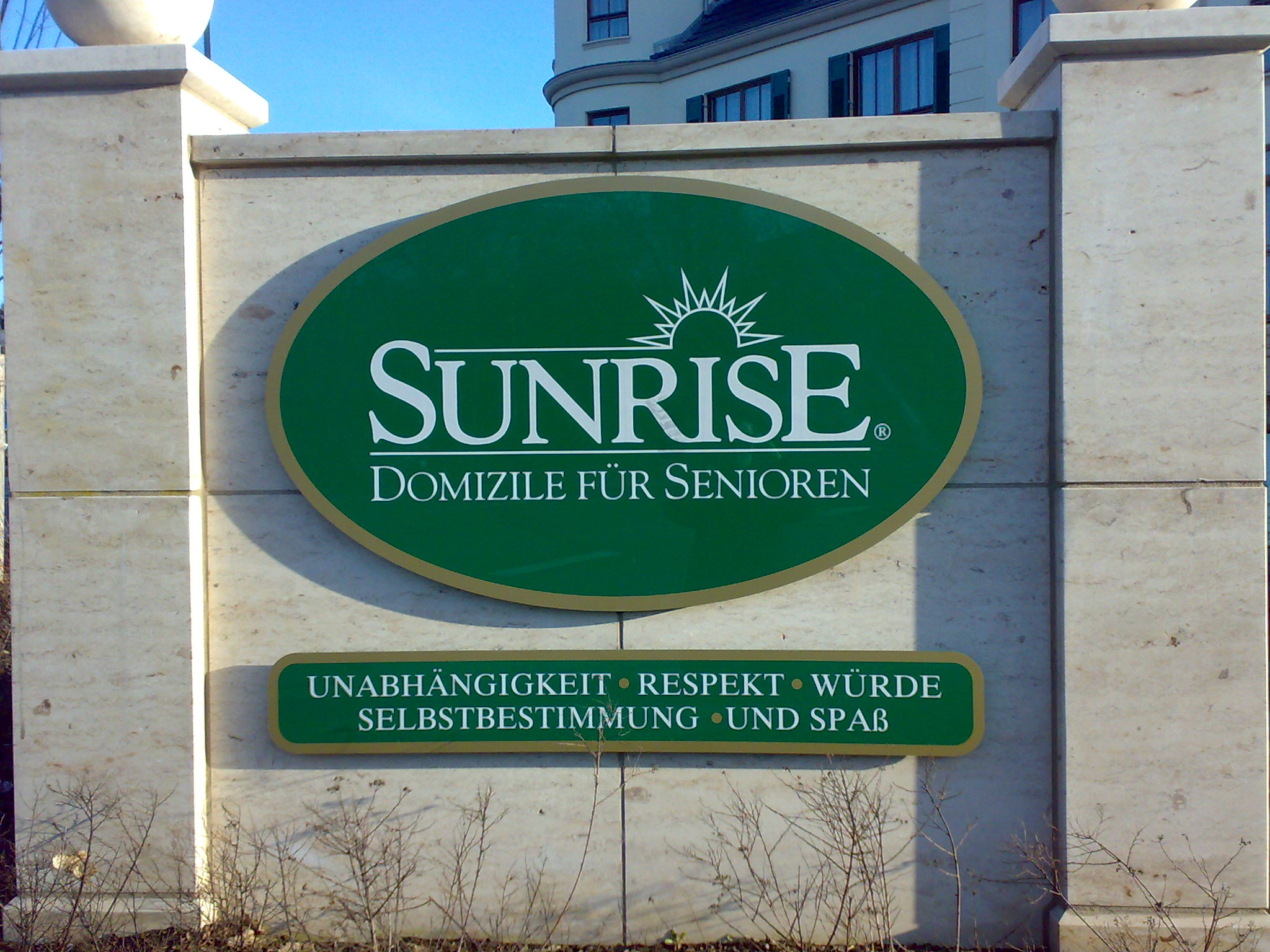
Sunrise Werbeschild

Sunrise Senior Living ist ein US-amerikanischer Betreiber von Seniorenheimen, der in Tysons Corner (Virginia) beheimatet ist. Das Unternehmen betreibt über 440 Seniorenheime weltweit.

## Geschichte
Die Gründer des Unternehmens, Paul and Terry Klaassen, hatten beide Erfahrungen mit der Langzeitpflege, während sie aufwuchsen. Terry und ihre Familie lernten den institutionellen Charakter von Pflegeheimen in den Vereinigten Staaten kennen, während Paul seine Großeltern besuchte, die in den Niederlanden lebten. Nach ihrer Heirat arbeiteten beide ehrenamtlich in Pflegeheimen in den USA und lernten viele Senioren kennen, die mit der institutionalisierten Pflege in diesen Heimen unzufrieden waren.
Das Paar entschloss sich, das niederländische Modell für die Langzeitpflege von Senioren als Geschäftsmodell zu übernehmen. Sie verkauften ihr Haus und erwarben ein gerade geschlossenes Pflegeheim, das sie renovierten. Im ersten Geschäftsjahr kümmerten sie sich noch selbst um die Heimbewohner. Diese neue Alternative in der Altenbetreuung sprach sich schnell herum und wurde „Assisted Living“ genannt.
Um dem wachsenden Bedarf nachzukommen, eröffneten die Klaassens Mitte der 1980er Jahre zwei weitere Sunrise-Heime. 1987 wurde das erste Heim im Stil einer viktorianischen Villa eröffnet. Dies war eines der ersten ausdrücklich für diesen Zweck erbauten Pflegeheime in den Vereinigten Staaten.
Im Frühjahr 2003 änderte das Unternehmen seinen Namen von „Sunrise Assisted Living“ in „Sunrise Senior Living“, um die Erweiterung des Leistungsspektrums darzustellen.

## Sunrise in Deutschland
Sunrise betrieb bis 2010 sieben Seniorenheime in Deutschland an den Standorten Hamburg, Bonn, Frankfurt am Main, Königstein im Taunus, Oberursel (Taunus), Wiesbaden und München. Die beiden Standorte Reinbek und Hannover wurden 2008 wegen mangelnder Rentabilität geschlossen. Seit dem 1. September 2010 betreibt nicht mehr Sunrise, sondern Kursana unter der Marke „Kursana Villa“ die acht deutschen Sunrise-Domizile für Senioren. In den Standorten Reinbek und Hannover wurde der Betrieb durch Kursana Villa nach eineinhalbjähriger Unterbrechung am 1. Oktober 2010 wieder gestartet.

## Zeittafel
- 1981 – Das Unternehmen wird von Paul and Teresa Klaassen gegründet.
- 1988 – Der erste Prototyp einer Sunrise-Residenz wird in Arlington (Virginia) eröffnet.
- 1995 – Das "Reminiscence Program", ein Programm für Bewohner mit unterschiedlichen Ausprägungen der Demenz, wird begonnen.
- 1996 – Sunrise wird an der Börse gehandelt.
- 1999 – Der erste internationale Standort wird in der Nähe von London eröffnet.
- 2000 – Das erste Heim in Kanada wird eröffnet.
- 2003 – Sunrise erwirbt Marriott Senior Living Services, mit weiteren 120 Standorten
- 2005 – Das erste Heim in Deutschland wird eröffnet.
- 2006 – Sunrise bietet auch Hospiz-Dienste an.
- 2006 – Erreichte Sunrise Platz 854 der Fortune 1000-Liste.
- 2007 – Sunrise betreibt 440 Heime in 40 US-Staaten und vier weiteren Ländern.
- 2010 – Sunrise zieht sich aus Deutschland wieder zurück.